# Nuh
Nuh (arabe : سُورَةُ نُوحٍ, français : Noé) est le nom traditionnellement donné à la 71e sourate du Coran, le livre sacré de l'islam. Elle comporte 28 versets. Rédigée en arabe comme l'ensemble de l'œuvre religieuse, elle fut proclamée, selon la tradition musulmane, durant la période mecquoise.

## Origine du nom
Bien que le titre ne fasse pas directement partie du texte coranique, la tradition musulmane a donné comme nom à cette sourate Noé, en référence au sujet principal de cette dernière : le prophète Noé.

## Historique
Il n'existe à ce jour pas de sources ou documents historiques permettant de s'assurer de l'ordre chronologique des sourates du Coran. Néanmoins selon une chronologie musulmane attribuée à Ǧaʿfar al-Ṣādiq (VIIIe siècle) et largement diffusée en 1924 sous l’autorité d’al-Azhar,, cette sourate occupe la 71e place. Elle aurait été proclamée pendant la période mecquoise, c'est-à-dire schématiquement durant la première partie de l'histoire de Mahomet avant de quitter La Mecque. Contestée dès le XIXe par des recherches universitaires, cette chronologie a été revue par Nöldeke,, pour qui cette sourate est la 51e.
Les sourates de la fin du Coran sont généralement considérées comme appartenant aux plus anciennes. Elles se caractérisent par des particularités propres. Elles sont brèves, semblent issues de proclamations oraculaires (ce qui ne signifie pas, pour autant, qu’elles en sont des enregistrements), elles contiennent de nombreux hapax...
Pour Nöldeke et Schwally, la quasi-totalité des sourates 69 à 114 sont de la première période mecquoise. Neuwirth les classe en quatre groupes supposés être chronologiques. Bien que reconnaissant leur ancienneté, certains auteurs refusent de les qualifier de « mecquoise », car cela présuppose un contexte et une version de la genèse du corpus coranique qui n’est pas tranchée. Cette approche est spéculative.
En effet, ces textes ne sont pas une simple transcription sténographique de proclamation mais sont des textes écrits, souvent opaques, possédant des strates de composition et des réécritures Cela n’empêche pas ces sourates de fournir des éléments contextuels (comme l’attente d’une Fin des Temps imminente chez les partisans de Mahomet). Ces textes sont marqués par une forme de piété tributaire du christianisme oriental. 
Le changement de rime entre les v.4 et 5 atteste du travail éditorial bien présent dans cette sourate. Cela interroge quant à la compréhension de cette sourate car les versets suivants, pris indépendamment, n’appartiennent pas à un contexte noachique clair. Ils semblent plutôt concerner Mahomet. Cette section aurait été rajoutée et réinterprétée comme évoquant Noé a posteriori.
Si la figure de Noé prêchant n’est pas inconnue dans la tradition chrétienne (Ephrem le Syrien, Jacque de Saroug), il est rendu similaire aux autres prophètes dans le Coran. Ce phénomène a été appelé le monoprophétisme.

## Interprétations

### Versets 21-24: plaintes de Noé
Dans cette section, Noé se plaint des incroyants. Pour Neuwirth, cela reflète l’opposition de l’élite mecquoise à Mahomet. Les noms propres présents aux versets 23 sont souvent interprétés comme des divinités préislamiques.  Ce verset est considéré par Bell comme une interpolation.
Les récits des traditionnistes rentrent ici en discordance avec  les données épigraphiques et archéologiques. Ainsi, Wadd est généralement considéré comme le dieu de Dumat al-Jandal. Aucune inscription locale ne l’atteste. En revanche, il est attesté en Arabie du Sud.

Texte de la sourate (Coran datant de 1874)
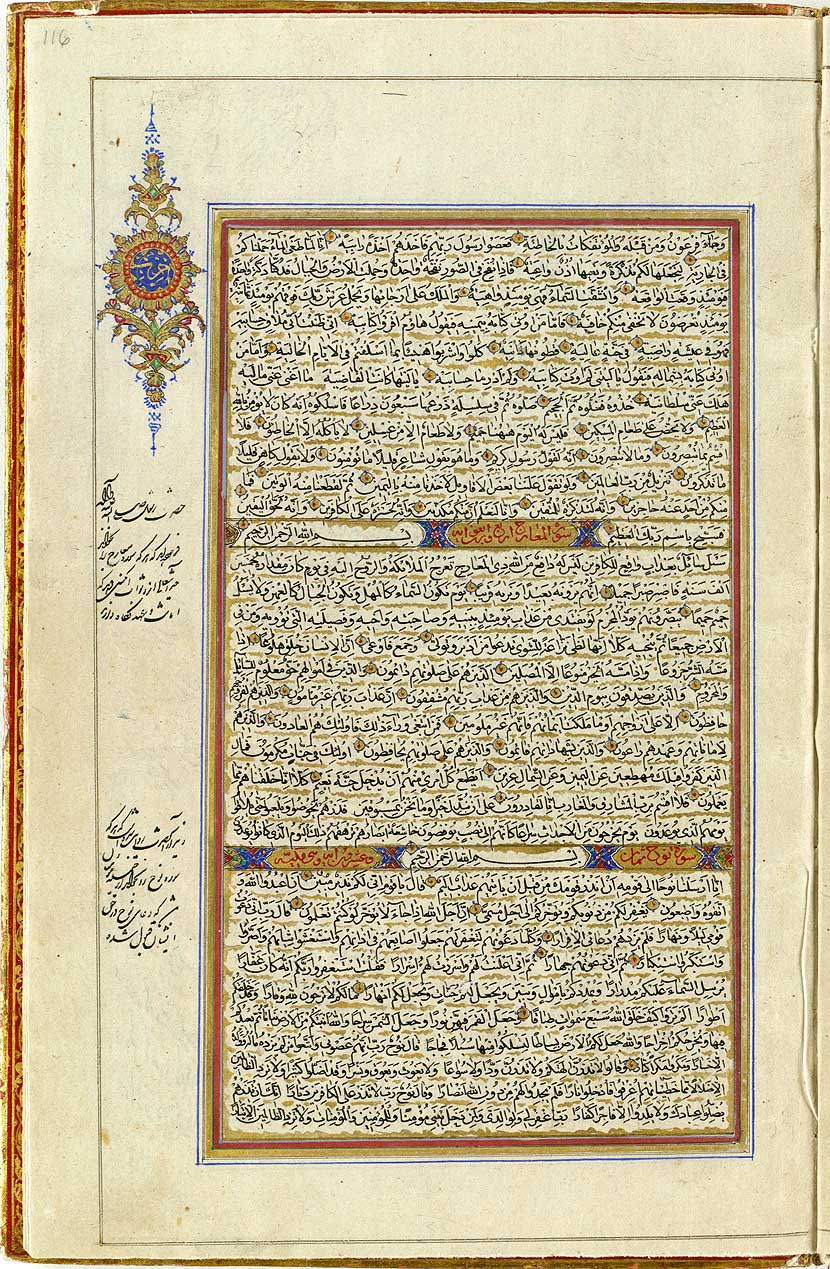